# 寇涛鱼人
寇涛鱼人（Kuo-toa）是角色扮演游戏《龙与地下城》中的设定的一种人形怪物，居住在被遗忘的国度地底的幽暗地域中。
他们长着一个鱼头，全身披着鱼鳞，肌肤是灰色（雄性会有褐色或灰色光泽）。四肢萎缩，手指间有蹼。成年寇涛鱼人可以两栖生活。
寇涛鱼人大多拥有精良的武器。
由于曾经与地面居民大战，造成几乎全族灭绝，因此躲到了幽暗地域，也造成了他们与地表居民之间的深刻仇恨。